# Jan Bjelkelöv
Jan Olof Bjelkelöv, född 25 februari 1933 i Stockholm, död 1 februari 1996 i Huddinge församling, var en svensk skådespelare.

## Filmografi
- 1980 – Sverige åt svenskarna

### Fotnoter
1. ↑  ”Jan Olof Bjelkelöv”. Svensk Filmdatabas. http://sfi.se/sv/svensk-filmdatabas/Item/?type=PERSON&itemid=115905&ref=%2ftemplates%2fSwedishFilmSearchResult.aspx%3fid%3d1225%26epslanguage%3dsv%26searchword%3dJan+Bjelkel%C3%B6v%26type%3dPerson%26match%3dBegin%26page%3d1%26prom%3dFalse. Läst 14 oktober 2012.